# Hou Hsiao-hsien
Hou Hsiao-Hsien, född 8 april 1947 i Meixian, Guangdong i Kina, men bosatt på Taiwan sedan 1948, är en internationellt känd och prisbelönad taiwanesisk filmregissör. 1969–1972 studerade han film vid National Taiwan Arts Academy.

## Filmografi
- 1980 – Cute Girls
- 1981 – Cheerful Wind
- 1983 – The Green, Green Grass of Home
- 1983 – The Boys From Fengkuei
- 1983 – The Sandwich Man
- 1984 – En oförglömlig sommar
- 1985 – Tid att leva - tid att dö
- 1986 – Dust in the Wind
- 1987 – Daughter of the Nile
- 1989 – Sorgens stad
- 1993 – Marionettmästaren
- 1995 – Goda män, goda kvinnor
- 1996 – Goodbye South, Goodbye
- 1998 – Flowers of Shanghai - baserad på en roman av Han Bangqing.
- 2001 – Millennium Mambo
- 2003 – Café Lumière
- 2005 – Three Times
- 2007 – Höst i Paris
- 2015 – The Assassin